# Liste der Kulturdenkmale in der Altstadt (Meißen) (A–I)

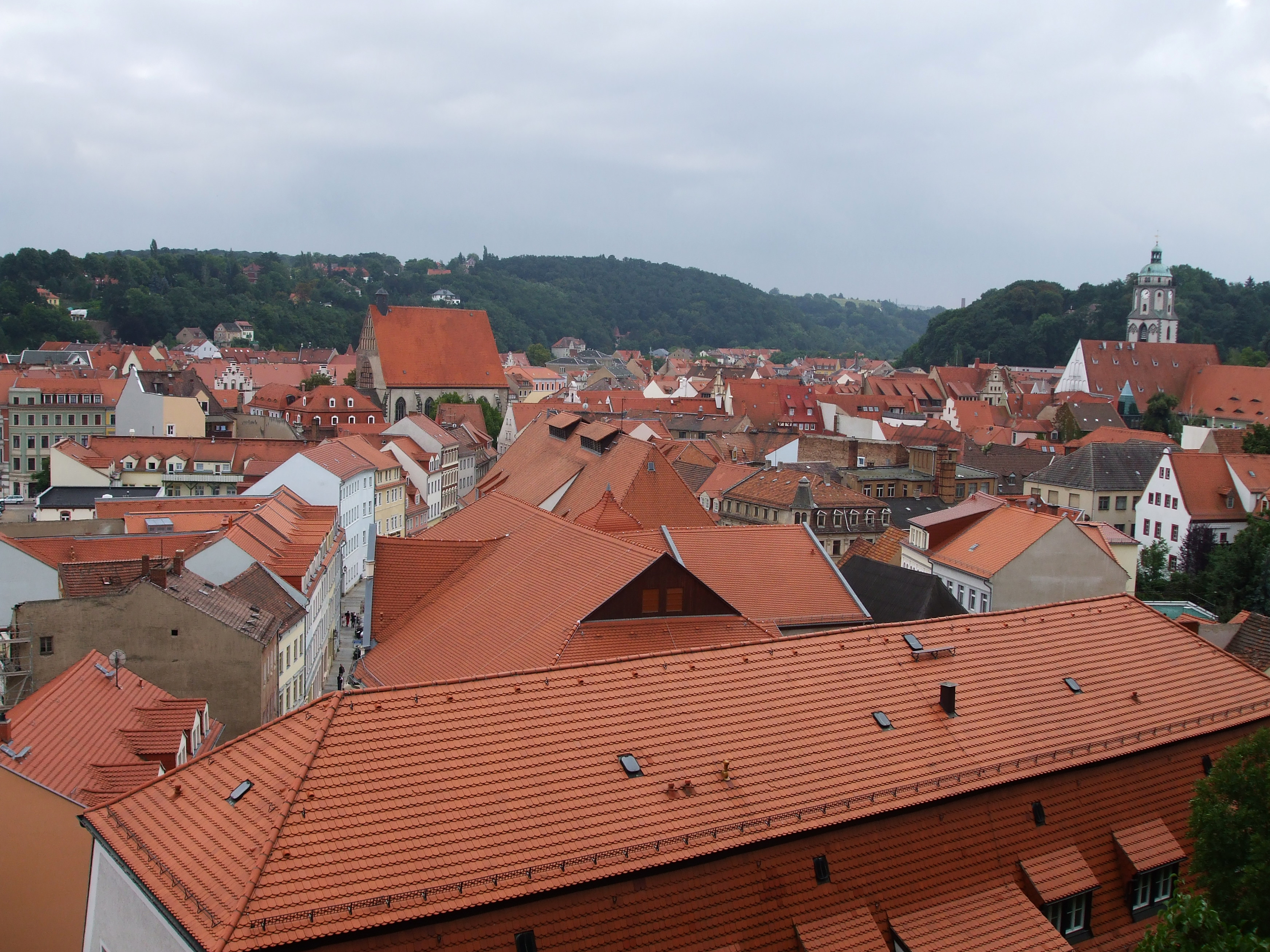
Blick über die Dächer der Meißner Altstadt

In der Liste der Kulturdenkmale in der Altstadt (Meißen) (A–I) sind die Kulturdenkmale der am linken Ufer der Elbe gelegenen historischen Altstadt der Stadt Meißen verzeichnet, die bis September 2024 vom Landesamt für Denkmalpflege Sachsen erfasst wurden und deren Anschrift mit den entsprechenden Anfangsbuchstaben beginnt (ohne archäologische Kulturdenkmale). Die Anmerkungen sind zu beachten.
Diese Aufzählung ist eine Teilmenge der Liste der Kulturdenkmale in Meißen.

## Liste der Kulturdenkmale in der Meißner Altstadt (A–I)
| Bild                                    | Bezeichnung | Lage | Datierung | Beschreibung | ID       |
| --------------------------------------- | --- | --- | --- | --- | -------- |
| Weitere Bilder                          | Denkmalschutzgebiet Altstadt Meißen (Vorschlag) | (Altstadt) (Karte) | Ab 12. Jahrhundert | Denkmalschutzgebiet Altstadt Meißen (Vorschlag) | 09266366 |
|                                         | Mietshaus in Ecklage (ehemals Teil des Hotels Alberthof, Neugasse 30) | Am Steinberg 20 (Karte)                                                                                                   | 1897–1898 | Markanter gründerzeitlicher Kopfbau, ortsgeschichtlich und städtebaulich von Bedeutung; im Stil des Historismus erbaut, mit Erker | 09265594 |
| Weitere Bilder                          | Tuchmachertor: Toranlage mit Treppenaufgang | An der Frauenkirche (Karte)                                                                                               | Ursprünglich um 1600, heute Kopie | Künstlerisch und ortsgeschichtlich von Bedeutung; als Eingangstor für den Stadtfriedhof von der Tuchmacherzunft Meißens gestiftet, im Stil der Renaissance erbaut, mit Inschriftentafel, von fünf Obelisken bekrönt, 1955–1956 vom Nationalen Aufbauwerk durch eine Kopie ersetzt | 09265538 |
|                                         | Wohnhaus in geschlossener Bebauung und Ecklage zur Fleischergasse (zusammen mit dem benachbarten Wohnhaus eine Hausnummer bildend) | An der Frauenkirche 1 (Karte)                                                                                             | Um 1800 | Baugeschichtlich und städtebaulich von Bedeutung, schöner Ladeneinbau des Art déco, viergeschossiges Wohnhaus im Stil des Klassizismus erbaut, heute Hotel und Café „Am Markt Residenz“ | 09265535 |
|                                         | Wohnhaus in geschlossener Bebauung und Hinterhäusern | An der Frauenkirche 2 (Karte)                                                                                             | Bezeichnet mit 1856 über dem Hauseingang | Städtebaulich, baugeschichtlich und künstlerisch von Bedeutung, spätklassizistischer Bau mit wertvoller Fassadengliederung (mit Ladeneinbau) | 09265536 |
| Weitere Bilder                          | Wohnhaus in Ecklage, einstiges Bahrmannsches Brauhaus (zum Grundstück gehören ein Nebengebäude in der Rosengasse und das Haus Webergasse 10) | An der Frauenkirche 3 (Karte)                                                                                             | Um 1569/74; bezeichnet mit 1571 | Kopfbau Ecke Rosengasse und Webergasse, prächtiges Wohnhaus, markanter Renaissancebau mit Sitznischenportal und straßenbildprägendem Volutengiebel, künstlerisch, städtebaulich, kunsthistorisch, baugeschichtlich und ortsgeschichtlich von Bedeutung. Stammhaus der Schwerter Brauerei, 1460 erstmals urkundlich erwähnt, um 1570 im Stil der Renaissance umgebaut, seither mit Volutengiebel und Sitznischenportal, 1868 vom Hirschsteiner Brauereibesitzer Eduard Bahrmann erworben, seither auch „Bahrmannsches Brauhaus“ genannt. | 09265537 |
|                                         | Wohnhaus in geschlossener Bebauung und Ecklage, mit Hinterhaus | An der Frauenkirche 4 (Karte)                                                                                             | 1. Hälfte 19. Jahrhundert | Viergeschossiges Eckhaus zur Rosengasse, städtebaulich von Bedeutung; im Stil des Klassizismus erbaut | 09265687 |
| Weitere Bilder                          | Wohnhaus in geschlossener Bebauung mit Hinterhaus | An der Frauenkirche 5 (Karte)                                                                                             | Überformung nach 1820, im Kern älter | Städtebaulich und baugeschichtlich von Bedeutung; dreigeschossiges Wohnhaus in geschlossener Bebauung, im Stil des Barock erbaut | 09265688 |
|                                         | Wohnhaus in halboffener Bebauung, mit Seitenflügel | An der Frauenkirche 6 (Karte)                                                                                             | Im Kern um 1670 | Städtebaulich, baugeschichtlich und ortsgeschichtlich von Bedeutung, ehemals an dieser Stelle das Mädchen-Schulhaus der Stadt; im Stil des Barock erbaut | 09265690 |
|                                         | Wohnhaus (ehemaliges Archidiakonat) in halboffener Bebauung, bestehend aus zwei Hausteilen, sowie Stützmauer des Grundstücks | An der Frauenkirche 7 (Karte)                                                                                             | 18. Jahrhundert, der Anbau von 1884, im Kern spätgotisch | Schlichter Putzbau, der rechte Anbau mit Dachterrasse, der linke Hauptbau mit Krüppelwalmdach, städtebaulich, sozialgeschichtlich und baugeschichtlich von Bedeutung; mit Schopfwalmdach, im Stil des Historismus erbaut | 09265689 |
|                                         | Wohnhaus in geschlossener Bebauung, mit Stützmauer und Treppenaufgang | An der Frauenkirche 8 (Karte)                                                                                             | 1585 | Städtebaulich, baugeschichtlich und ortsgeschichtlich von Bedeutung, im 17. Jahrhundert Wohnhaus der Landesschulkantoren; im Stil des Barock erbaut, mit Mansarddach | 09265691 |
|                                         | Wohnhaus (ehemaliges Diakonatshaus) in geschlossener Bebauung, mit Stützmauer | An der Frauenkirche 9 (Karte)                                                                                             | Um 1500 | Wissenschaftlich, baugeschichtlich und hausgeschichtlich von Bedeutung, im Kern gotisches Giebelhaus | 09265692 |
|                                         | Wohnhaus in geschlossener Bebauung, mit Stützmauer, Treppenaufgang und Hinterhaus | An der Frauenkirche 10 (Karte)                                                                                            | 18. Jahrhundert (Wohnhaus); 1920er Jahre (Stützmauer); 1920er Jahre, um 1922 (Treppenaufgang)                                                                             | Städtebaulich und baugeschichtlich von Bedeutung | 09265693 |
| Weitere Bilder                          | Pfarrhaus der Frauenkirchgemeinde | An der Frauenkirche 11 (Karte)                                                                                            | Bezeichnet mit 1914 | Ein prachtvoller Bau zwischen Späthistorismus und Heimatstil, Architekt William Becker, städtebaulich, ortsgeschichtlich und künstlerisch von Bedeutung. Gemeindehaus und Pfarramt der evangelisch-lutherischen Kirchgemeinde St. Afra, mit reliefverziertem Halbrunderker. | 09265694 |
| Weitere Bilder                          | Gasthaus (Weinstube „Vincenz Richter“) mit Seitengebäude und Hofgebäude, ehemaliges Tuchmacherinnungshaus | An der Frauenkirche 12 (Karte)                                                                                            | Bezeichnet mit 1523 (Gasthaus); in jetziger Form 17. Jahrhundert (Gasthaus); 1924–1926 (Seitengebäude); bezeichnet mit 1925 (Hintergebäude); Hofgebäude 1970 transloziert | Einst Tuchmacherzunfthaus, eines der wenigen Fachwerkbauten der Altstadt, städtebaulich, ortsgeschichtlich und künstlerisch von Bedeutung. Im Stil der Renaissance erbaut, mit Fachwerk, ehemaliges Tuchmacherhaus, seit 1873 von der Familie Richter (Weingut Vincenz Richter) als Weinhaus geführt, Türmchen von 1921, seit den späten 1990er Jahren Romantikrestaurant und Museumsschänke, | 09265695 |
| Weitere Bilder                          | Frauenkirche (mit gesamter Ausstattung, darunter Glockenspiel und Turmuhr mit elektrischem Aufzug, Spielwerk und Läuteanlage - vier Glocken mit Motoren und ein Gebetshammer) | An der Frauenkirche 13 (Karte)                                                                                            | 1455–1457 (Kirche); um 1480 (Flügelretabel); um 1500 (Altar); 1929 (Glockenspiel); 1930–1937 (Orgel)                                                                      | Stadtkirche von Meißen, bedeutender Bau der Spätgotik, geschichtlich, künstlerisch, wissenschaftlich, städtebaulich und ortsgeschichtlich von Bedeutung. Hallenkirche, 1547 Turmspitze durch Blitzschlag zerstört und danach achteckig gestaltet, 1883–1884 innen erneuert, seither mit drei farbigen Fenstern im Chorraum von Wilhelm Walther, im Ersten Weltkrieg verlorengegangene Glocken 1924 ersetzt, 57 Meter hoher Turm seit 1929 mit weltweit erstem stimmbaren Glockenspiel aus Porzellan. | 09266297 |
|                                         | Wohnhaus in geschlossener Bebauung | Baderberg 1 (Karte) | Um 1580, spätere Überformung (18. Jahrhundert) | Städtebaulich, hausgeschichtlich und baugeschichtlich von Bedeutung, im Kern ein Renaissancebau, mit barockem Segmentbogenportal | 09266343 |
|                                         | Wohnhaus (über U-förmigem Grundriss), Ecklage | Baderberg 2 (Karte) | Um 1800 | Städtebaulich, baugeschichtlich und ortshistorisch von Bedeutung, Geburtshaus von Louise Otto-Peters (Begründerin der Frauenrechtsbewegung), im Stil des Klassizismus erbaut | 09266360 |
|                                         | Wohnhaus (heute in halboffener Bebauung) | Baderberg 3 (Karte) | Bezeichnet mit 1865 | Städtebaulich und baugeschichtlich von Bedeutung; im Stil des Barock erbaut | 09266293 |
|                                         | Wohnhaus (heute in halboffener Bebauung) | Baderberg 4 (Karte) | Um 1800, im Kern älter | Städtebaulich und baugeschichtlich von Bedeutung; im Stil des Barock erbaut, mit verbrettertem Giebel | 09265489 |
|                                         | Wohnhaus in geschlossener Bebauung | Baderberg 5 (Karte) | Im Kern um 1560, Umbau im 18. Jahrhundert | Städtebaulich und baugeschichtlich von Bedeutung, aufwändiges Barockportal; im Stil der Renaissance erbaut | 09266344 |
|                                         | Wohnhaus in Ecklage, mit Seitenflügel und Stützmauer mit Ziergitter | Baderberg 6 (Karte) | Um 1600 | Städtebaulich und baugeschichtlich von Bedeutung, im Kern ein Renaissancebau; im Stil des Barock erbaut | 09266349 |
|                                         | Wohnhaus in halboffener Bebauung | Baderberg 7 (Karte) | 18. Jahrhundert | Städtebaulich, wissenschaftlich und baugeschichtlich von Bedeutung, interessante Dachkonstruktion (Bohlenbinderdach); im Stil des Klassizismus erbaut | 09269078 |
|                                         | Wohnhaus in geschlossener Bebauung | Baderberg 8 (Karte) | Ende 19. Jahrhundert | Mit Laden, baugeschichtlich und städtebaulich von Bedeutung; im Stil des Klassizismus erbaut | 09269079 |
|                                         | Wohnhaus in geschlossener Bebauung | Baderberg 9 (Karte) | 18. Jahrhundert | Städtebaulich und baugeschichtlich von Bedeutung, barockes Relief (Kind mit Spruchband) über dem Eingang; im Stil des Klassizismus erbaut | 09269080 |
|                                         | Wohnhaus mit Anbau, ehemaliges Lorenzspital | Baderberg 10 (Karte) | 15./16. Jahrhundert, spätere Überformung (bes. 1. H. 19. Jahrhunderts) | Ecklage zur Lorenzgasse, im Kern ein noch mittelalterliches, romanisches Bauwerk (Lorenzspital oder Laurentius-Hospital) (im Stil der Renaissance erbaut), geschichtlich, städtebaulich, baugeschichtlich und ortsgeschichtlich von Bedeutung | 09265633 |
|                                         | Wohnhaus in halboffener Bebauung | Baderberg 11 (Karte) | 1938–1939 | Städtebaulich von Bedeutung | 09266292 |
|                                         | Wohnhaus in geschlossener Bebauung (zusammen mit Burgstraße 21) | Baderberg 12 (Karte) | Um 1800, spätere Überformung | Mit Ladeneinbau, Putzfassade, Ecklage zur Burgstraße, städtebaulich und baugeschichtlich von Bedeutung | 09266328 |
| Weitere Bilder                          | Wohnhaus in geschlossener Bebauung und Hinterhaus | Burgstraße 1 (Karte) | Ende 19. Jahrhundert (im Kern vielleicht Mitte 18. Jahrhundert), älter | Städtebaulich und baugeschichtlich von Bedeutung, mit späterem Ladeneinbau, im Stil des Barock erbaut, seit 1822 Sitz von Brück & Sohn, ab 1893 mit Laden | 09265448 |
| Weitere Bilder                          | Wohnhaus (Doppelhaus, linkes kleineres Gebäude und rechtes größeres Gebäude) in geschlossener Bebauung und Hinterhäuser | Burgstraße 2 (Karte) | Bezeichnet mit 1735 (rechtes, größeres Haus wohl Ende 17. Jahrhundert) | Städtebaulich, baugeschichtlich und künstlerisch von Bedeutung, mit späterem Ladeneinbau, schönes Barockportal, im Hof Bogenstellungen auf toskanischen Säulen | 09265449 |
|                                         | Wohnhaus in geschlossener Bebauung und Hinterhaus (Seitenflügel) mit rückwärtiger Einfriedungsmauer des Grundstücks (an der Leinewebergasse) | Burgstraße 3 (Karte) | 2. Hälfte 16. Jahrhundert, spätere Überformung | Städtebaulich, baugeschichtlich und künstlerisch von Bedeutung, späterer Ladeneinbau, Renaissance-Fenstergewände zum Teil mit figürlichem Schmuck | 09265452 |
|                                         | Wohnhaus in geschlossener Bebauung mit rückwärtiger Einfriedungsmauer des Grundstücks (an der Leinewebergasse) | Burgstraße 4 (Karte) | 1. Hälfte 19. Jahrhundert | Städtebaulich und baugeschichtlich von Bedeutung, mit späterem Ladeneinbau, im Stil des Klassizismus erbaut, mit Laden | 09265453 |
|                                         | Wohnhaus in geschlossener Bebauung | Burgstraße 5 (Karte) | Ende 18. Jahrhundert | Mächtiger Putzbau mit Tordurchfahrt, vielleicht alter Handelshof, städtebaulich und baugeschichtlich von Bedeutung, im Stil des Klassizismus erbaut, mit späterem Ladeneinbau | 09265454 |
|                                         | Wohnhaus in geschlossener Bebauung mit Seitenflügel im Hof | Burgstraße 6 (Karte) | 2. Hälfte 18. Jahrhundert | Putzbau mit Tordurchfahrt, städtebaulich und baugeschichtlich von Bedeutung, im Stil des Klassizismus erbaut, mit späterem Ladeneinbau | 09265455 |
| Weitere Bilder                          | Wohnhaus in geschlossener Bebauung und Hinterhäusern | Burgstraße 7 (Karte) | 2. Hälfte 17. Jahrhundert, spätere Überformung (1890) | Städtebaulich und baugeschichtlich von Bedeutung, ältere Inschrift über der Tür, im Stil des Barock erbaut, mit späterem Ladeneinbau | 09265456 |
|                                         | Wohnhaus in geschlossener Bebauung und Hinterhäuser sowie mit rückwärtiger Einfriedungsmauer des Grundstücks (an der Leinewebergasse) | Burgstraße 8 (Karte) | Um 1670, spätere Überformung (bezeichnet mit 1933); früher bezeichnet mit 1609 (laut Gurlitt)                                                                             | Städtebaulich, baugeschichtlich, künstlerisch und hausgeschichtlich von Bedeutung, mit späterem Ladeneinbau, zierliche Barockfassade, schönes Portal, der vierseitig geschlossene Hofraum von einer dreiseitigen Holzgalerie umgeben, mit Laden | 09265457 |
| Weitere Bilder                          | Wohnhaus in geschlossener Bebauung und Seitenflügel im Hof | Burgstraße 9 (Karte) | Sitznischenportal bezeichnet mit 1536; um 1600 | Städtebaulich, baugeschichtlich und künstlerisch von Bedeutung, ein Renaissance-Bau mit Sitznischenportal und späterem Ladeneinbau | 09265458 |
|                                         | Wohnhaus in geschlossener Bebauung und Seitenflügel im Hof | Burgstraße 10 (Karte) | Mitte 18. Jahrhundert, im Kern älter | Städtebaulich und baugeschichtlich von Bedeutung, mit barockem Portal, mit Ladeneinbau | 09265459 |
|                                         | Wohnhaus in geschlossener Bebauung und Hinterhaus (zwei Seitenflügel, mit Arkadengang) | Burgstraße 11 (Karte) | Hauptgebäude 1884, Hofbereich vermutlich 18. Jahrhundert | Städtebaulich und baugeschichtlich von Bedeutung, mit Laden, frühhistoristische Fassade, barocke Hofgestaltung | 09266348 |
|                                         | Wohnhaus in geschlossener Bebauung | Burgstraße 12 (Karte) | Um 1600 | Städtebaulich und baugeschichtlich von Bedeutung, ein Renaissance-Bau mit späterem Ladeneinbau | 09265460 |
|                                         | Wohnhaus in geschlossener Bebauung und Hinterhaus | Burgstraße 13 (Karte) | 1877, älterer Kern (bezeichnet mit 1789 im Hof) | Städtebaulich und baugeschichtlich von Bedeutung, beeindruckender neugotischer Ladeneinbau, mit späterem Ladeneinbau | 09265461 |
|                                         | Wohnhaus (Doppelhaus) in geschlossener Bebauung und Hinterhäuser | Burgstraße 14 (Karte) | Um 1600, spätere Umbauten | Städtebaulich und baugeschichtlich von Bedeutung; im Stil der Renaissance erbaut, mit Laden | 09265462 |
| Weitere Bilder                          | Wohnhaus (mit Gaststätte Grüner Humpen) in Ecklage und Seitenflügel | Burgstraße 15 (Karte) | Bezeichnet mit 1784 | Schlichter Barockbau, städtebaulich und baugeschichtlich von Bedeutung | 09265463 |
|                                         | Wohnhaus in Ecklage und Seitenflügel | Burgstraße 16 (Karte) | Anfang 19. Jahrhundert, vielleicht älterer Kern | Mit späterem Ladeneinbau, markanter Putzbau, Ecklage zum Schloßberg, städtebaulich und baugeschichtlich von Bedeutung, im Stil der Renaissance erbaut, mit Confiserie | 09265465 |
|                                         | Wohnhaus in geschlossener Bebauung und Seitenflügel im Hof | Burgstraße 17 (Karte) | 16. Jahrhundert | Städtebaulich und baugeschichtlich von Bedeutung, ein Renaissance-Bau, im Hof Holzgalerie | 09266291 |
|                                         | Wohnhaus in geschlossener Bebauung | Burgstraße 18 (Karte) | Um 1600, spätere Überformung | Städtebaulich und baugeschichtlich von Bedeutung, im Stil der Renaissance erbaut, mit Gastwirtschaft | 09266290 |
|                                         | Wohnhaus in geschlossener Bebauung und Seitenflügel im Hof | Burgstraße 19 (Karte) | 2. Hälfte 19. Jahrhundert, im Kern älter | Städtebaulich und baugeschichtlich von Bedeutung, mit späterem Ladeneinbau, im Stil des Barock erbaut | 09265466 |
|                                         | Wohnhaus in Ecklage, mit Seitenflügel zum Baderberg | Burgstraße 20 (Karte) | 1. Hälfte 19. Jahrhundert, später überformt (um 1930 Fassade) | Einfacher Putzbau, Ecklage zum Baderberg, städtebaulich und baugeschichtlich von Bedeutung, im Stil des Barock erbaut, mit Laden | 09265467 |
| Direkt Bild zu diesem Denkmal hochladen | Wohnhaus in Ecklage (Doppelhaus zusammen mit Baderberg 12) | Burgstraße 21 (Karte) | Um 1800, später überformt (um 1935 Straßenarkaden) | Mit Ladeneinbau (ehemals mit Arkaden im Erdgeschoss), schlichter Putzbau, Ecklage zum Baderberg, städtebaulich und baugeschichtlich von Bedeutung, im Stil des Barock erbaut, mit Laden | 09265468 |
|                                         | Wohnhaus in geschlossener Bebauung | Burgstraße 22 (Karte) | Um 1600, spätere Überformung | Städtebaulich und baugeschichtlich von Bedeutung, im Stil des Barock erbaut | 09265469 |
|                                         | Wohnhaus in geschlossener Bebauung und Hinterhaus | Burgstraße 23 (Karte) | Mitte 19. Jahrhundert, im Kern älter | Städtebaulich und baugeschichtlich von Bedeutung, im Stil des Barock erbaut, mit Laden | 09265470 |
|                                         | Wohnhaus in geschlossener Bebauung und Seitenflügel im Hof und Hintergebäude | Burgstraße 24 (Karte) | Ehemals bezeichnet mit 1749 | Städtebaulich und baugeschichtlich von Bedeutung, schlichtes barockes Hauptgebäude mit späterem Ladeneinbau und Hofgebäude, mit Mansarddach | 09265471 |
|                                         | Wohnhaus in geschlossener Bebauung | Burgstraße 25 (Karte) | 2. Hälfte 17. Jahrhundert, spätere Überformung (ehemals bezeichnet) | Städtebaulich und baugeschichtlich von Bedeutung, mit späterem Ladeneinbau, im Stil des Barock erbaut | 09265472 |
|                                         | Wohnhaus in geschlossener Bebauung und Hinterhaus | Burgstraße 26 (Karte) | 2. Hälfte 17. Jahrhundert, spätere Überformung | Städtebaulich und baugeschichtlich von Bedeutung, mit späterem Ladeneinbau, im Stil der Renaissance erbaut | 09265473 |
|                                         | Wohnhaus (mit Sitznischenportal) in geschlossener Bebauung | Burgstraße 27 (Karte) | Bezeichnet mit 1605, spätere Überformung | Städtebaulich, künstlerisch und baugeschichtlich von Bedeutung, ein Renaissance-Bau mit reizvollem Sitznischenportal, im Stil der Renaissance erbaut, seit 1792 Sitz der ältesten Zinngießerei Sachsens (Zinngießerei „Hugo Lehmann“) | 09266289 |
|                                         | Wohnhaus in geschlossener Bebauung und Hinterhäuser | Burgstraße 28 (Karte) | 1. Hälfte 18. Jahrhundert | Baugeschichtlich und städtebaulich von Bedeutung, mit späterem Ladeneinbau, im Stil des Barock erbaut | 09265474 |
|                                         | Wohnhaus in geschlossener Bebauung und Hintergebäude | Burgstraße 29 (Karte) | Ladenfront von 1880; Fassade 1890, im Kern älter | Städtebaulich und baugeschichtlich von Bedeutung, ein gründerzeitlich geprägter Bau mit repräsentativer Ladenfront, im Stil des Historismus erbaut | 09265475 |
|                                         | Wohnhaus in geschlossener Bebauung | Burgstraße 30 (Karte) | Um 1800, später überformt (Laden 1888) | Städtebaulich und baugeschichtlich von Bedeutung, hervorgehobene Ladenfront, im Stil des Klassizismus erbaut, mit Laden | 09265476 |
|                                         | Wohnhaus in geschlossener Bebauung | Burgstraße 31 (Karte) | 1555 Dendro | Städtebaulich und baugeschichtlich von Bedeutung, im Stil der Renaissance erbaut | 09266288 |
|                                         | Wohnhaus (heute Bürgerbüro und zum Rathaus gehörend) in geschlossener Bebauung | Burgstraße 32 (Karte) | Um 1600, Umbau 1910 | Städtebaulich und baugeschichtlich von Bedeutung (Erker und Sitznischenportal Anfang 20. Jahrhundert erneuert), im Stil der Renaissance erbaut | 09266287 |
|                                         | Burgberg Meißen (Sachgesamtheit) | Domplatz 1, 2, 3, 4, 5, 6, 7, 8, 9, 10, 11, 11a, 13, 14 (Karte)                                                           | 1471–1524 und jünger | Sachgesamtheit Meißner Burgberg, mit den Einzeldenkmalen: Albrechtsburg (Obj. 09265666), Dom (Obj. 09266345), Bischofsschloss (Obj. 09265665), den Kurien (Domherrenhöfen) Domplatz 4 (Obj. 09265664), Domplatz 5 (Obj. 09265663), Domplatz 6 (Obj. 09265662), Domplatz 7 (Obj. 09265661) und Domplatz 9 (Obj. 09265659), Kornhaus (Obj. 09266346), Kändler-Haus (Obj. 09265660), Kersting-Haus (Obj. 09265658), „Burgkeller“ (Obj. 09265657), Burgtor (Obj. 09265656), Wohnhaus „Torschänke“ neben dem Burgtor (Obj. 09265464), „Schloßbrücke“ zur Albrechtsburg (Obj. 09266327), ehemaliges Gärtnerhaus der Burganlagen (Leipziger Straße 38) mit Einfriedungsmauer der Parkanlagen des Burgberges an der Leipziger Straße (Obj. 09265638), sowie den Sachgesamtheitsteilen: Burgberg mit gärtnerisch gestalteten Hängen (Gartendenkmal), Burghof mit Pflasterung und diversen Einfriedungs- und Stützmauern; künstlerisch, geschichtlich, städtebaulich, landschaftsgestaltend und wissenschaftlich von Bedeutung, eine der bedeutendsten mittelalterlichen Anlagen Deutschlands | 09300521 |
| Weitere Bilder                          | Brücke zur Albrechtsburg über den Hohlweg (Einzeldenkmal zu Sachgesamtheit 09300521) | Domplatz (Karte) | 1221–1228 | Einzeldenkmal der Sachgesamtheit Burgberg; baugeschichtlich, städtebaulich und ortsbildprägend von Bedeutung, zudem Teil eines national bedeutsamen Bauensembles | 09266327 |
| Weitere Bilder                          | Albrechtsburg: Burg- bzw. Schlossanlage über unregelmäßigem Grundriss mit Südflügel, Mittelbau, an dessen Hofseite Großer und Kleiner Wendelstein (letzterer auch Ecktreppenturm genannt), Nordflügel, Verbindungsbau bzw. Zwischenhalle („Galeriebau“, auch „Hallenbau“) zum Kornhaus, Nordostbau und Kapellenturm einschließlich der gesamten wandfesten Ausstattung im Innern (Einzeldenkmal zu Sachgesamtheit 09300521)                                                                                            | Domplatz 1 (Karte) | 1471–1524 | Einzeldenkmal der Sachgesamtheit Burgberg; Anlage als landesherrliche Burg von besonderer geschichtlicher Bedeutung, bemerkenswerter spätgotischer Bau, bildet mit dem Meißner Dom einzigartiges städtebauliches Ensemble, zudem künstlerisch und kunstwissenschaftlich bedeutend. Erwähnenswert die dekorativen Rippengewölbe im ersten Obergeschoss sowie die rippenlosen Zellengewölbe und der Wappensaal mit Schlingrippengewölbe im zweiten Obergeschoss, kunsthistorisch bedeutend auch die Ausmalung durch Dresdner Historienmaler, zeitweilig Residenz der Wettiner, später Porzellanmanufaktur, seit dem 19. Jahrhundert Monument und Besichtigungsobjekt, dann Museum, Albrechtsburg bedeutendste spätmittelalterliche Burg mit der Tendenz zum frühneuzeitlichen Schloss in Deutschland, sogenannte Schlossburg, Bau des fürstlichen Schlosses in genialer Verbindung von Repräsentation und Zweckmäßigkeit, Anlage als landesherrliche Burg von besonderer geschichtlicher Bedeutung, bemerkenswerter spätgotischer Bau, bildet mit dem Meißner Dom einzigartiges städtebauliches Ensemble, zudem künstlerisch und kunstwissenschaftlich bedeutend. Erstes deutsches spätgotisches Wohnschloss, im Auftrag der Wettiner von Arnold von Westfalen erbaut, mit Zellengewölbe, Großem Wendelstein und Vorhangbogenfenstern, nach Brandschatzung im Dreißigjährigen Krieg 1676 wieder aufgebaut und nach Albrecht dem Beherzten benannt, 1710 Einrichtung der ersten europäischen Porzellanmanufaktur, 1865–1870 erneuert, seit 1889 Museum, 1965–1971 umfassend restauriert, inzwischen geschütztes Kulturgut nach der Haager Konvention. | 09265666 |
| Weitere Bilder                          | Kornhaus (Einzeldenkmal zu Sachgesamtheit 09300521) | Domplatz 1 (Karte) | 1491 Dendro | Einzeldenkmal der Sachgesamtheit Burgberg; im Zusammenhang mit Albrechtsburg errichtet, nach Umbau im letzten Drittel des 19. Jahrhunderts mit neogotischem Erscheinungsbild, baugeschichtlich, künstlerisch, kunstwissenschaftlich und städtebaulich von Bedeutung; als Wirtschaftsgebäude und Stallung der Albrechtsburg errichtet, 1897 zum Wohnhaus umgebaut | 09266346 |
| Weitere Bilder                          | Meißner Dom mit Ausstattung (Einzeldenkmal zu Sachgesamtheit 09300521) | Domplatz 2 (Karte) | 1266–1293 (Dom); um 1490 (Retabel auf dem mittelalterlichen Altar); 1526 (Kreuzaltar vor dem Lettner und Retabel); bezeichnet mit 1534 (Altartryptichon Georgskapelle)    | Einzeldenkmal der Sachgesamtheit Burgberg; „Sachsens kirchlicher Hochsitz“, ein eindrucksvolles Bauwerk der Gotik von nationalem Rang (die Türme neugotisch), hervorragende mittelalterliche Skulpturen im Inneren, geschichtlich, künstlerisch, kunstwissenschaftlich, städtebaulich, landschaftsgestaltend, baugeschichtlich, ortsbildprägend und regionalgeschichtlich von Bedeutung. Dreischiffige gotische Hallenkirche, ursprüngliche Türme 1413 durch Blitzeinschlag zerstört, Kreuzgang von 1471 mit Zellengewölbe, bis 1581 Kirche der römisch-katholischen Bischöfe von Meißen, evangelische Sandsteinkanzel von 1591, über die Jahrhunderte verschiedene Erweiterungen, 1903–1909 um viertes Geschoss und zwei ca. 81 Meter hohe Türme in neugotischem Stil nach Plänen von Carl Schäfer erweitert, seit 1972 mit Eule-Orgel, inzwischen umfassend saniert. | 09266345 |
| Weitere Bilder                          | Bischofsschloss, heute Amtsgericht mit angrenzenden Baulichkeiten zwischen Bischofsschloss und Dom (Einzeldenkmal zu Sachgesamtheit 09300521) | Domplatz 2, 3 (Karte) | 1476, spätere Überformungen | Einzeldenkmal der Sachgesamtheit Burgberg; herrschaftlicher, palaisartiger, dreigeschossiger spätgotischer Bau mit Eckturm, einst Residenz der Meißner Bischöfe, städtebaulich, künstlerisch, geschichtlich und ortsbildprägend von Bedeutung, im Inneren Zellengewölbe; seit 1844 Amtsgericht Meißen, 1912 umgebaut | 09265665 |
|                                         | Domherrenhof mit Seitenflügel und Hintergebäude um einen Hof, dann Verwaltungsgebäude (Prokuraturamt), spätere Gefängnisnutzung als Amtsfronfeste (Einzeldenkmal zu Sachgesamtheit 09300521) | Domplatz 4 (Karte) | 1609 | Einzeldenkmal der Sachgesamtheit Burgberg; baugeschichtlich von Bedeutung, zudem Teil eines national bedeutsamen Bauensembles. Ehemaliges Domherrenhaus, im Stil der Spätgotik erbaut, einst kurfürstliches Prokuratoramt, im 19. Jahrhundert Amtsfronfeste, nun Verwaltungssitz des Stadtmuseums. | 09265664 |
|                                         | Domherrenhaus Dechantei, heute Galerie und Café am Dom (Einzeldenkmal zu Sachgesamtheit 09300521) | Domplatz 5 (Karte) | Bezeichnet mit 1526 | Einzeldenkmal der Sachgesamtheit Burgberg; baugeschichtlich und künstlerisch von Bedeutung, zudem Teil eines national bedeutsamen Bauensembles, ehemalige Domdechantei, im Stil der Spätgotik erbaut, mit Sitznischenportal und Konsolfigur des Hl. Johannes aus Sandstein, seit dem 20. Jahrhundert „Café am Dom“. | 09265663 |
| Weitere Bilder                          | Domherrenhaus mit Seitenflügeln und Hintergebäude um einen Hof (Einzeldenkmal zu Sachgesamtheit 09300521) | Domplatz 6 (Karte) | 1726–1728 | Einzeldenkmal der Sachgesamtheit Burgberg; baugeschichtlich von Bedeutung, zudem Teil eines national bedeutsamen Bauensembles, barocker Bau, zweigeschossiges Domherrenhaus in geschlossener Bebauung, Fassade mit Wappen der damaligen Domherren | 09265662 |
| Weitere Bilder                          | Domherrenhof Propstei (heute Hochstift Meißen) mit Seitenflügel und Hintergebäude um einen Hof (Einzeldenkmal zu Sachgesamtheit 09300521) | Domplatz 7 (Karte) | 1497–1503 | Einzeldenkmal der Sachgesamtheit Burgberg; baugeschichtlich, künstlerisch, kunstwissenschaftlich und städtebaulich von Bedeutung, zudem Teil eines national bedeutsamen Bauensembles, ein Bau der Spätgotik, sehenswerte Hofanlage mit konsolengestütztem vorkragendem Umgang im Obergeschoss | 09265661 |
|                                         | Ehemalige Scholasterei (Domschule), Wohnhaus mit Hinterhaus, von Johann Joachim Kändler erbaut (Einzeldenkmal zu Sachgesamtheit 09300521) | Domplatz 8 (Karte) | 16. Jahrhundert (Hinterhaus); 1745, spätere Umbauten (Wohnhaus) | Einzeldenkmal der Sachgesamtheit Burgberg; Wohnhaus des bedeutendsten barocken Modelleurs der Meißener Porzellanmanufaktur Johann Joachim Kändler (1706–1775), personengeschichtlich und baugeschichtlich von Bedeutung, zudem Teil eines national bedeutsamen Bauensembles, dreigeschossiges Domherrenhaus in geschlossener Bebauung, im Stil des Barock erbaut, ehemalige Domschule | 09265660 |
|                                         | Domherrenhaus Glöcknerei, später Domschänke, mit Hintergebäude (Einzeldenkmal zu Sachgesamtheit 09300521) | Domplatz 9 (Karte) | 16. Jahrhundert | Einzeldenkmal der Sachgesamtheit Burgberg; baugeschichtlich von Bedeutung, zudem Teil eines national bedeutsamen Bauensembles; zweigeschossiges Domherrenhaus in geschlossener Bebauung, im Stil der Spätgotik erbaut, mit ältester Gaststätte Meißens | 09265659 |
|                                         | Ehemalige Schotterei (Haus der Schotten = Benediktinermönche), Wohnhaus mit Seitenflügeln und Hintergebäude um einen kleinen Hof, Wohnung von Georg Friedrich Kersting, heute Hotel (Einzeldenkmal zu Sachgesamtheit 09300521) | Domplatz 10 (Karte) | Bezeichnet mit 1744 | Einzeldenkmal der Sachgesamtheit Burgberg; Wohnsitz des Malers Georg Friedrich Kersting (von 1818 bis 1847), personengeschichtlich und baugeschichtlich von Bedeutung, zudem Teil eines national bedeutsamen Bauensembles. Dreigeschossiges Domherrenhaus in geschlossener Bebauung, im Stil des Barock erbaut, von Johann Joachim Kändler und später von Georg Friedrich Kersting bewohnt, seit dem 21. Jahrhundert als Hotel genutzt. | 09265658 |
|                                         | Gaststätte „Schlosskeller“ oder „Burgkeller“, ehemals die Schösserei, am Burghang auf der Rückseite eine Terrasse mit Nebengebäuden sowie ein Steinkreuz an der nördlichen Mauer des Grundstücks (Einzeldenkmal zu Sachgesamtheit 09300521) | Domplatz 11, 11a (Karte)                                                                                                  | 1880 (Gasthaus); 14. und 15. Jahrhundert (Steinkreuz) | Einzeldenkmal der Sachgesamtheit Burgberg; baugeschichtlich von Bedeutung, zudem Teil eines national bedeutsamen Bauensembles; ehemaliges Domherrenhaus in halboffener Bebauung, im Stil des Historismus erbaut, mit Gasthaus Burgkeller | 09265657 |
|                                         | Wohnhaus neben dem Burgtor, ehemals mit Gaststätte „Torschänke“ (Einzeldenkmal zu Sachgesamtheit 09300521) | Domplatz 13 (Karte) | 18. Jahrhundert | Einzeldenkmal der Sachgesamtheit Burgberg; baugeschichtlich von Bedeutung, zudem Teil eines national bedeutsamen Bauensembles; Wohnhaus, im Stil des Barock erbaut | 09265464 |
| Weitere Bilder                          | Torhaus (heute als Torhaus-Museum Teil des Stadtmuseums), auch mittleres Burgtor genannt (Einzeldenkmal zu Sachgesamtheit 09300521) | Domplatz 14 (Karte) | 15. Jahrhundert (Burgtor); 1875 (Mosaik); bezeichnet mit 1890 (Mosaik) | Einzeldenkmal der Sachgesamtheit Burgberg; baugeschichtlich von Bedeutung, zudem Teil eines national bedeutsamen Bauensembles. Burgtor, ehemaliges Mitteltor, davor ehemals eine Zugbrücke. Das Burgtor ist durch einen Mauerzug mit dem Kornhaus verbunden. Erd- und Obergeschoss sind mittelalterlich, der Dachaufbau mit vorspringender Pechnase und runden Ecktürmchen 1875 nach Plänen von Otto Wanckel. Im Erdgeschoss ehemals neben der Durchfahrt eine Fußgängerpforte. Der Bruchsteinbau im Erdgeschoss freigelegt. Gliederung des Obergeschosses durch drei unterschiedlich breite Blendbögen mit 1890 als Mosaike gestalteten Bildern (hl. Georg und Evangelist Johannes) von Wilhelm Walther. Deren untere ornamentale Teile Fliesenbilder (Dehio Dresden 2005, bearbeitet) im Stil der Gotik mit Bogenbrücke (1221–1228) im Stil der Romanik, dunkles Walmdach von 1875, seit dem 20. Jahrhundert Torhausmuseum. | 09265656 |
|                                         | Wohnhaus in geschlossener Bebauung und Seitenflügeln im Hof, Innenhofarkaden und Hinterhaus | Elbstraße 1 (Karte) | 16. Jahrhundert, spätere Überformung (Laden 1934); 1891 Seitenflügel und Hinterhaus                                                                                       | Städtebaulich, baugeschichtlich, künstlerisch, wissenschaftlich und ortsgeschichtlich von Bedeutung, schlichter Putzbau mit Tordurchfahrt und Ladeneinbau, im Kern ein Renaissancebau | 09265487 |
|                                         | Wohnhaus in geschlossener Bebauung, Seitenflügel im Hof (mit Galeriegang), zwei Hinterhäuser | Elbstraße 2 (Karte) | 16./17. Jahrhundert, spätere Überformung (Laden 1864) | Städtebaulich und baugeschichtlich von Bedeutung, im Kern ein Renaissancebau, mit späterem Ladeneinbau | 09265486 |
|                                         | Wohnhaus in geschlossener Bebauung in Ecklage und Seitenflügel zum Postgässchen | Elbstraße 3 (Karte) | Anfang 17. Jahrhundert, spätere Überformung (Dachausbau vorn); Seitenflügel Postgässchen 1882                                                                             | Städtebaulich und baugeschichtlich von Bedeutung, im Kern ein Renaissancebau, mit Ladeneinbau | 09265485 |
|                                         | Wohnhaus in geschlossener Bebauung in Ecklage, ein Seitenflügel zum Postgässchen, ein Seitenflügel zum Hof (Rabener Hof, Handelshof) | Elbstraße 4 (Karte) | Um 1660/1670 | Städtebaulich und baugeschichtlich von Bedeutung, Stuckdecken im Innern, mit Ladeneinbauten, im Stil des Barock erbaut, mit Holzgalerie im Hof | 09265510 |
|                                         | Wohnhaus in geschlossener Bebauung und Seitenflügel im Hof | Elbstraße 5 (Karte) | 16. Jahrhundert, spätere Überformungen; 1866 (Bauakte) | Städtebaulich und baugeschichtlich von Bedeutung, im Kern ein Renaissancebau, mit späterem Ladeneinbau | 09265511 |
|                                         | Wohnhaus in geschlossener Bebauung | Elbstraße 6 (Karte) | Im Kern Ende 17. Jahrhundert, spätere Überformungen | Städtebaulich und baugeschichtlich von Bedeutung, aufwendige Ladenfront im Stil des Historismus, im Hof Renaissance-Treppenturm (Wendelstein) | 09265484 |
| Weitere Bilder                          | Wohnhaus (ehemaliges Amtsgebäude des Hauptsteueramts, Hauptzollamts) in geschlossener Bebauung, Grundstück bis zur Lorenzgasse, dort Hofmauer mit Tor | Elbstraße 7 (Karte) | 18. Jahrhundert, spätere Umbauten | Städtebaulich und baugeschichtlich von Bedeutung, ein schlichter Barockbau, mit späterem Ladeneinbau; mit Mansarddach, Kreuzgewölbe im Erdgeschoss, ehemals Posthalterei, im 19. Jahrhundert umgebaut | 09265482 |
|                                         | Wohnhaus in geschlossener Bebauung, Ecklage mit Passagengang, Seitenflügel zur Leipziger Straße bis zur Lorenzgasse | Elbstraße 8 (Karte) | Im Kern 2. Hälfte 17. Jahrhundert, spätere Umbauten (Laden) | Städtebaulich und baugeschichtlich von Bedeutung, im Kern ein Renaissancebau, späterer Ladeneinbau, historistischer Umbau 1883 | 09265481 |
|                                         | Wohnhaus in geschlossener Bebauung, Ecklage, Seitenflügel zur Leipziger Straße | Elbstraße 9 (Karte) | Bezeichnet mit 1661, spätere Umbauten (Wohnhaus); bezeichnet mit 1827 (Hinterhaus)                                                                                        | Städtebaulich und baugeschichtlich von Bedeutung, Inschrifttafel über der Tür (datiert 1661), aufwendige Ladenfront im Stil des Historismus | 09266350 |
|                                         | Wohnhaus in geschlossener Bebauung | Elbstraße 10 (Karte) | 16. Jahrhundert | Städtebaulich und baugeschichtlich von Bedeutung, historistische Ladenfront | 09266351 |
|                                         | Wohnhaus in geschlossener Bebauung und Hinterhaus | Elbstraße 11 (Karte) | Im Kern 17. Jahrhundert, spätere Überformungen | Städtebaulich und baugeschichtlich von Bedeutung, historistischer Ladeneinbau | 09266352 |
|                                         | Wohnhaus in geschlossener Bebauung | Elbstraße 13 (Karte) | Umbau 1921, im Kern älter | Städtebaulich und baugeschichtlich von Bedeutung, mit Ladeneinbau, Heimatstilarchitektur | 09266353 |
|                                         | Wohnhaus in geschlossener Bebauung und Hinterhaus | Elbstraße 14 (Karte) | Fassade 1904, älterer Kern | Städtebaulich und baugeschichtlich von Bedeutung, neobarocke Fassade, mit späterem Ladeneinbau | 09266354 |
|                                         | Wohn- und Geschäftshaus, ursprünglich in geschlossener Bebauung, mit Seitenflügel zum Hof und Hintergebäude | Elbstraße 15 (Karte) | Bezeichnet mit 1905 | Städtebaulich und baugeschichtlich von Bedeutung, ein Bau im neubarocken Stil mit Jugendstilanklängen | 09266355 |
|                                         | Mietshaus in geschlossener Bebauung (gestalterische Einheit mit Elbstraße 26) | Elbstraße 25 (Karte) | 1878 (Bauakte) | Städtebaulich und baugeschichtlich von Bedeutung, ein Gründerzeithaus mit Ladeneinbau | 09266356 |
|                                         | Mietshaus in geschlossener Bebauung (gestalterische Einheit mit Elbstraße 25) | Elbstraße 26 (Karte) | 1878 (Bauakte) | Städtebaulich und baugeschichtlich von Bedeutung, ein Gründerzeithaus mit Laden | 09266357 |
|                                         | Wohnhaus in geschlossener Bebauung (mit Gaststätte „Zum Ritter“) und Seitenflügel zum Hof | Elbstraße 27 (Karte) | 2. Hälfte 18. Jahrhundert | Städtebaulich und baugeschichtlich von Bedeutung, schlichter Barockbau | 09266358 |
|                                         | Wohnhaus in geschlossener Bebauung und Seitenflügel zum Hof | Elbstraße 28 (Karte) | 2. Hälfte 18. Jahrhundert | Städtebaulich und baugeschichtlich von Bedeutung, schlichter Barockbau mit Ladeneinbau | 09266359 |
|                                         | Wohnhaus in geschlossener Bebauung und zwei Seitenflügeln um einen Innenhof | Elbstraße 31 (Karte) | 19. Jahrhundert | Städtebaulich von Bedeutung, mit Ladeneinbau | 09266296 |
|                                         | Wohn- und Geschäftshaus in geschlossener Bebauung (bildet mit Markt 2 eine gestalterische Einheit) | Elbstraße 32 (Karte) | Bezeichnet mit 1901 | Städtebaulich, künstlerisch und baugeschichtlich von Bedeutung, repräsentativer Bau im Stil der Deutschen Neurenaissance mit Jugendstilelementen | 09265488 |
|                                         | Wohnhaus in geschlossener Bebauung und Hinterhaus | Fleischergasse 1 (Karte)                                                                                                  | Um 1520, spätere Überformung (Ladeneinbau 1886) | Städtebaulich und baugeschichtlich von Bedeutung, im Kern ein Renaissancebau, mit späterem Ladeneinbau | 09265402 |
|                                         | Wohnhaus in geschlossener Bebauung und Hinterhäuser | Fleischergasse 2 (Karte)                                                                                                  | Um 1600, spätere Überformung (Hinterhäuser 1869) | Städtebaulich und baugeschichtlich von Bedeutung, im Kern ein Renaissancebau, klassizistische Eingangstür, Ladeneinbau | 09265403 |
|                                         | Wohnhaus in geschlossener Bebauung | Fleischergasse 3 (Karte)                                                                                                  | Um 1560, spätere Überformung | Städtebaulich und baugeschichtlich von Bedeutung, ein Renaissancebau | 09265404 |
|                                         | Wohnhaus in geschlossener Bebauung | Fleischergasse 4 (Karte)                                                                                                  | Nach 1637, spätere Überformung (bezeichnet mit 1764 im Dachreiter) | Städtebaulich und baugeschichtlich von Bedeutung, im Kern ein Renaissancebau, mit Ladeneinbau | 09265405 |
|                                         | Wohnhaus in geschlossener Bebauung, mit Seitenflügeln zum Hof und Hinterhaus | Fleischergasse 5 (Karte)                                                                                                  | Um 1550, spätere Überformung (Laden 1874 und 1903); 1. Hälfte 19. Jahrhundert (Hinterhaus)                                                                                | Städtebaulich und baugeschichtlich von Bedeutung, im Kern ein Renaissancebau, historistische Eingangstür, Ladeneinbau | 09265406 |
|                                         | Wohnhaus in geschlossener Bebauung und Seitenflügel zum Hof | Fleischergasse 6 (Karte)                                                                                                  | Bezeichnet mit 1792 | Städtebaulich, künstlerisch und baugeschichtlich von Bedeutung, stattlicher Barockbau, historistische Ladenfront | 09265407 |
|                                         | Wohnhaus in geschlossener Bebauung mit Hinterhäusern | Fleischergasse 7 (Karte)                                                                                                  | Um 1560, spätere Überformung (1872 Ladeneinbauten) | Städtebaulich und baugeschichtlich von Bedeutung, ein Renaissancebau | 09265408 |
|                                         | Ehemalige Fleischbänke, früher Teil der mittelalterlichen Stadtbewehrung (Stadtmauer) und Reste des Fleischertores (auf dem Grundstück Roßmarkt 7) | Fleischergasse 7a (Karte)                                                                                                 | 19. Jahrhundert Überformung (im Kern mittelalterlich) | Ortsgeschichtliche und baugeschichtliche Bedeutung | 09269098 |
|                                         | Wohnhaus in geschlossener Bebauung und Seitenflügel im Hof | Fleischergasse 9 (Karte)                                                                                                  | 18. Jahrhundert, spätere Überformung (Ladeneinbau 1880) | Städtebaulich von Bedeutung, mit Ladeneinbau, im Stil des Barock erbaut, mit Mansarddach | 09265421 |
|                                         | Wohnhaus in geschlossener Bebauung in Ecklage (bildet mit Görnische Gasse 1 ein Grundstück), linker älterer Gebäudeteil mit steilem Satteldach, rechter jüngerer Gebäudeteil mit Eckerker zur Görnischen Gasse | Fleischergasse 10 (Karte)                                                                                                 | linker Hausteil 16. Jahrhundert (bezeichnet mit 1585 Görnische Gasse) | Städtebaulich, ortsbildprägend und baugeschichtlich von Bedeutung, ein Renaissancebau (linker Gebäudeteil), die Überformung im Heimatstil (rechter Gebäudeteil, ein Neubau mit Kopie des abgebrochenen Renaissance-Giebels) | 09265422 |
|                                         | Wohnhaus in geschlossener Bebauung, in Ecklage zum Hundewinkel (Görnischer Platz, Görnische Gasse) | Fleischergasse 11 (Karte)                                                                                                 | Im Kern möglicherweise 16. Jahrhundert, später überformt | Städtebaulich und baugeschichtlich von Bedeutung, schlichte Jugendstilfassaden mit originalen Ladenfronten | 09265425 |
|                                         | Wohnhaus in geschlossener Bebauung und Seitenflügel zum Hof | Fleischergasse 12 (Karte)                                                                                                 | Um 1580, spätere Überformungen (Ladenumbau) | Städtebaulich und baugeschichtlich von Bedeutung, im Kern ein Renaissancebau, mit Ladeneinbau | 09265426 |
|                                         | Wohnhaus in geschlossener Bebauung mit Hinterhäusern | Fleischergasse 13 (Karte)                                                                                                 | Um 1650, spätere Überformung (Laden 1879 und später) | Städtebaulich und baugeschichtlich von Bedeutung, im Kern ein Renaissancebau mit Ladeneinbau | 09265427 |
|                                         | Wohnhaus in geschlossener Bebauung und Hinterhaus | Fleischergasse 14 (Karte)                                                                                                 | 1564/1565 Dendro, spätere Überformung | Städtebaulich und baugeschichtlich von Bedeutung, im Kern ein Renaissancebau, mit Ladeneinbauten, im Inneren bemalte Renaissancedecken | 09265428 |
|                                         | Wohnhaus in geschlossener Bebauung | Fleischergasse 15 (Karte)                                                                                                 | 1654 Dendro, später überformt | Städtebaulich von Bedeutung | 09265429 |
| Weitere Bilder                          | Afrafreiheit (Sachgesamtheit) | Freiheit 1, 2, 4, 5, 6, 7, 8, 9, 10, 11, 12, 13, 15, 17 (Seelensteig 2, gegenüber Seelensteig 2, Kleiner Hohlweg) (Karte) | 13.–19. Jahrhundert | Sachgesamtheit Afrafreiheit, mit den Einzeldenkmalen: Jahnaischer Hof oder Maltitzer Hof (Freiheit 1, Obj. 09266347), Schleinitzer Hof oder Burglehn (Freiheit 2, Obj. 09265655), Domherrenhof (Freiheit 4, Obj. 09265668), Domherrenhaus (Freiheit 5, Obj. 09265669), Jahnscher Hof (Freiheit 6, Obj. 09265670), Afranische Pfarre (Freiheit 7, Obj. 09265671), Domherrenhof (Freiheit 8, Obj. 09265673), Superintendentur (Freiheit 9, Obj. 09265674), Domherrenhof (Freiheit 10, Obj. 09266363), Domherrenhaus (Freiheit 11, Obj. 09265676), Diakonat (Freiheit 12, Obj. 09265677), Fürstenschule St. Afra oder St.-Afra-Gymnasium (Freiheit 13, Obj. 09265672), Schulmeisterhaus, Afrakirche mit Kirchhof und dem ehemaligen Ökonomiehof (Freiheit 15/17, Obj. 09265667), Carlowitzsches Domherrenhaus (Seelensteig 2, Obj. 09265675) und Waltersbrunnen im Kleinen Hohlweg (Obj. 09266375) sowie den Sachgesamtheitsteilen gärtnerisch gestaltete Freiflächen der Freihöfe, Straßenraum mit Pflasterung und diverse Treppenanlagen, Einfriedungs- und Stützmauern (besonders an der Straße Hintermauer); künstlerisch, geschichtlich, städtebaulich, landschaftsgestaltend und wissenschaftlich von Bedeutung, eines der interessantesten Kurien- und Freihofensembles Deutschlands, in enger Beziehung zum Meißner Burgberg stehend | 09300930 |
| Direkt Bild zu diesem Denkmal hochladen | Stadtmauer | Hintermauer (Karte) | 1. Hälfte 13. Jahrhundert | Erhaltener Abschnitt der „Nordfront“ mit Unterbrechungen, vom Augustinerchorherrenstift (Freiheit 17) bis zum Domherrenhof (Freiheit 10) reichend, Anlage entlang der Nossener Straße, mehr noch der Hintermauer, südlich zwischen Hintermauer und Freiheit, aus äußerer und innerer Mauer, dem Pönitenzturm einschließlich Wehrgang am Augustinerchorherrenstift sowie Turm und Bastion auf dem Grundstück des Domherrenhofs, historische Stadtbefestigung, eine der wenigen in dieser Form noch erhaltenen mittelalterlichen Anlagen in Sachsen, baugeschichtlich, ortsgeschichtlich, stadtentwicklungsgeschichtlich und städtebaulich bedeutend sowie mit Seltenheitswert | 09306877 |
| Weitere Bilder                          | Jahnaischer Hof, Maltitzer Hof: einstiger Freihof, Hauptgebäude (Winkelbau mit Treppenturm) und alle Nebengebäude, Einfriedungsmauer und gärtnerisch gestalteter Freianlage (Einzeldenkmal zu Sachgesamtheit 09300930) | Freiheit 1 (Karte) | Bezeichnet mit 1609/1610, im Kern vermutlich mittelalterlich | Einzeldenkmal der Sachgesamtheit Afrafreiheit; städtebaulich, künstlerisch, baugeschichtlich, sozialgeschichtlich und ortsgeschichtlich von Bedeutung, Renaissancebau mit stattlichem Sitznischenportal in der Einfriedungsmauer und einem weiteren Sitznischenportal am Treppenturm, Teil eines bedeutsamen Bauensembles | 09266347 |
| Weitere Bilder                          | Burglehn, Schleinitzer Hof: einstiger Adelsfreihof und Vogtei (dazugehörig das erste Burgtor) mit Einfriedung sowie ein Steinkreuz vor dem Haus rechts vom Eingang (Einzeldenkmal zu Sachgesamtheit 09300930) | Freiheit 2 (Karte) | 1522 | Einzeldenkmal der Sachgesamtheit Afrafreiheit; städtebaulich, künstlerisch, baugeschichtlich, sozialgeschichtlich und ortsgeschichtlich von Bedeutung, ein Renaissancebau mit Volutengiebel und Sitznischenportal sowie späteren baulichen Erweiterungen, Teil eines bedeutsamen Bauensembles; sechsgeschossiges Hauptgebäude im Stil der Renaissance, mit Sitznischenportal, Anbau aus dem 17. Jahrhundert im Stil des Barock, ehemals Sitz des burggräflichen Vogts, 1828–1836 Wohnsitz von Ludwig Richter | 09265655 |
|                                         | Wohnhaus über verwinkeltem Grundriss in offener Bebauung, mit Stützmauer zur Gasse Rote Stufen | Freiheit 3 (Karte) | Bezeichnet mit 1776 | Städtebaulich und baugeschichtlich von Bedeutung, schlichter Barockbau; seit dem 21. Jahrhundert mit Café und Pension „Meißner Burgstuben“ | 09266362 |
|                                         | Einstiger Domherrenhof, Hauptgebäude mit Seitenflügel zum Hof und Einfriedungsmauer mit Tor sowie an den Roten Stufen Spitzbogenpforte (Einzeldenkmal zu Sachgesamtheit 09300930) | Freiheit 4 (Karte) | 16. Jahrhundert, später überformt (Domherrenhof) | Einzeldenkmal der Sachgesamtheit Afrafreiheit; städtebaulich, künstlerisch, baugeschichtlich, sozialgeschichtlich und ortsgeschichtlich von Bedeutung, Hauptgebäude ein Renaissancebau mit interessanter Fachwerkkonstruktion, Teil eines bedeutsamen Bauensembles | 09265668 |
|                                         | Freihof (Domherrenhaus), Hauptgebäude (Winkelbau) mit Erweiterungen, die sich um einen Innenhof gruppieren (Einzeldenkmal zu Sachgesamtheit 09300930) | Freiheit 5 (Karte) | 16. Jahrhundert, spätere Überformungen (Sitznischenportal) | Einzeldenkmal der Sachgesamtheit Afrafreiheit; städtebaulich, baugeschichtlich, sozialgeschichtlich und ortsgeschichtlich von Bedeutung, im Kern ein Renaissancebau, Sitznischenportal zum Garten, Teil eines bedeutsamen Bauensembles | 09265669 |
|                                         | Jahnscher Hof: einstiger Domherrenhof mit Seitenflügel zum Hof und allen Nebengebäuden sowie gärtnerisch gestaltete Freianlage und Einfriedungsmauer mit Toranlage (Einzeldenkmal zu Sachgesamtheit 09300930) | Freiheit 6 (Karte) | Ende 15. Jahrhundert, auch das Portal (im Kern älter) | Einzeldenkmal der Sachgesamtheit Afrafreiheit; städtebaulich, künstlerisch, baugeschichtlich, sozialgeschichtlich und ortsgeschichtlich von Bedeutung, ortsbildprägender Renaissancebau mit weithin sichtbarem Fachwerkerker zur Gartenseite, Seitenflügel ebenfalls in Fachwerk, Teil eines bedeutsamen Bauensembles | 09265670 |
|                                         | Afranischer Pfarrhof mit Einfriedung und Garten (Einzeldenkmal zu Sachgesamtheit 09300930) | Freiheit 7 (Karte) | Ursprünge vor 1400; bezeichnet mit 1535, spätere Überformungen (18. Jahrhundert)                                                                                          | Einzeldenkmal der Sachgesamtheit Afrafreiheit; städtebaulich, künstlerisch, baugeschichtlich, sozialgeschichtlich und ortsgeschichtlich von Bedeutung, Renaissancebau mit Eckerker, Teil eines bedeutsamen Bauensembles | 09265671 |
|                                         | Professorenhaus: einstiger Domherrenhof mit Wohnhaus und Nebengebäude sowie Einfriedungsmauer und Garten (Einzeldenkmal zu Sachgesamtheit 09300930) | Freiheit 8 (Karte) | Anfang 19. Jahrhundert | Einzeldenkmal der Sachgesamtheit Afrafreiheit; städtebaulich, baugeschichtlich, sozialgeschichtlich und ortsgeschichtlich von Bedeutung, schlichter klassizistischer Bau, Teil eines bedeutsamen Bauensembles; die Pfarre des ehemaligen St.-Afra-Klosters | 09265673 |
|                                         | Gebäude der Superintendentur und Torhaus, Einfriedungsmauer, alle Nebengebäude (das nördliche Nebengebäude Backhaus, daneben das Brunnenhaus) sowie gärtnerisch gestaltete Freianlage (Einzeldenkmal zu Sachgesamtheit 09300930) | Freiheit 9 (Karte) | Vermutlich 13. Jahrhundert (Backhaus); 16. Jahrhundert (Superintendentur)                                                                                                 | Einzeldenkmal der Sachgesamtheit Afrafreiheit; städtebaulich, baugeschichtlich, sozialgeschichtlich und ortsgeschichtlich von Bedeutung, ortsbildprägender Fachwerkbau, Teil eines bedeutsamen Bauensembles | 09265674 |
|                                         | Domherrenhof, später Landwirtschaftliche Schule, heute Hotel (Winkelbau mit Eckerker), sowie Stadtmauerturm, Bastion und Reste der Stadtmauer, Einfriedungsmauer mit Buchstabenzirkel am Seelensteig (Einzeldenkmal zu Sachgesamtheit 09300930) | Freiheit 10 (Karte) | Um 1206 (Mauerturm); prägender Umbau 1893 (im Kern älter, bezeichnet mit 1606)                                                                                            | Einzeldenkmal der Sachgesamtheit Afrafreiheit; städtebaulich, baugeschichtlich, sozialgeschichtlich und ortsgeschichtlich von Bedeutung, Teil eines bedeutsamen Bauensembles | 09266363 |
|                                         | Einstiges Domherrenhaus (Hauptgebäude mit Seitenflügel und Erweiterungen, die sich um einen Innenhof gruppieren) sowie Pforte in der Einfriedungsmauer (Einzeldenkmal zu Sachgesamtheit 09300930) | Freiheit 11 (Karte) | Bezeichnet mit 1485, spätere Überformung (17. Jahrhundert) | Einzeldenkmal der Sachgesamtheit Afrafreiheit; städtebaulich, künstlerisch, baugeschichtlich, sozialgeschichtlich und ortsgeschichtlich von Bedeutung, spätgotischer Bau, Holzgalerie im Hof, spätgotische Pforte als Spitzbogenportal, Teil eines bedeutsamen Bauensembles; für Stefan von Minzenberg erbaut | 09265676 |
|                                         | Diakonat und Einfriedungsmauer (Einzeldenkmal zu Sachgesamtheit 09300930) | Freiheit 12 (Karte) | Anfang 15. Jahrhundert; Dachwerk 1402 | Einzeldenkmal der Sachgesamtheit Afrafreiheit; städtebaulich, baugeschichtlich, sozialgeschichtlich und ortsgeschichtlich von Bedeutung, im Kern ein spätgotisches Gebäude, Teil eines bedeutsamen Bauensembles; Wohnhaus in offener Bebauung, mit Schopfwalmdach, mit Kreuzstockfenstern, ehemaliges Diakonat des St.-Afra-Klosters | 09265677 |
| Weitere Bilder                          | Einstige Fürstenschule (heute Sächsisches Landesgymnasium St. Afra) sowie Stütz- und Einfriedungsmauern (Einzeldenkmal zu Sachgesamtheit 09300930) | Freiheit 13 (Karte) | Neubau 1877–1879 | Einzeldenkmal der Sachgesamtheit Afrafreiheit; städtebaulich, künstlerisch, baugeschichtlich, sozialgeschichtlich und ortsgeschichtlich von Bedeutung, ein Bau des Historismus, Teil eines bedeutsamen Bauensembles; ursprüngliche Gebäude des ehemaligen St.-Afra-Klosters 1543 zur Fürstlichen Landesschule St. Afra umfunktioniert, 1876–1878 Abriss der alten Schule, Neubau im Stil des Klassizismus, 1953–1991 LPG-Hochschule, ab 1992 St.-Afra-Gymnasium, seit 2001 Sächsisches Landesgymnasium Sankt Afra | 09265672 |
| Weitere Bilder                          | Ehemalige Augustiner-Stiftskirche St. Afra (heute Evangelisch-Lutherische Pfarrkirche), der Kirchhof mit Grabmalen, Friedhofsportalen und Einfriedung, weiterhin ehemaliger Ökonomiehof des Klosters (Augustiner-Chorherrenstift St. Afra), heute Evangelische Akademie Meißen (Freiheit 17, unter anderem mit Propsteigebäude, Brauhaus und Torhaus) mit Resten der Klosteranlage (Kreuzganghaus) und dem Pönitenzturm, weiterhin ehemaliges Schulmeisterhaus (Freiheit 15), Einzeldenkmal zu Sachgesamtheit 09300930 | Freiheit 15, 17 (Karte)                                                                                                   | Um 1300, mit spätgotischer Überbauung (Stiftskirche); um 1650 (Altar); 1654 (Schleinitz-Epitaph); 1657 (Kanzel); 1908 (Kirchenausstattung)                                | Einzeldenkmal der Sachgesamtheit Afrafreiheit; städtebaulich, künstlerisch, baugeschichtlich, sozialgeschichtlich und ortsgeschichtlich von Bedeutung. Augustiner-Chorherrenstift St. Afra ein gotischer Kirchenbau, die Hofgebäude gotisch (im Kern), manieristisch (Ohrmuschelstil) und barock, Propsteigebäude mit Erker, Teil eines bedeutsamen Bauensembles. - dreischiffige Basilika im Stil der Gotik, älteste Meißner Kirche, aus einer Wegekapelle des Augustiner-Chorherrenstifts von 984 hervorgegangen, ursprüngliche Balkendecke durch Kreuzrippengewölbe ersetzt, mit barockem Altar und Kanzel von 1657, 1766 Anbau des Turms mit Dachreiter - dreigeschossiges Wohnhaus, Gebäude des ehemaligen St.-Afra-Klosters - ehemalige Wirtschaftsgebäude des St.-Afra-Klosters sowie historische Stadtmauer und spätgotischer Pönitenzturm mit Backsteinpfeilergiebel (Foto), seit 1949 Tagungs- und Begegnungsstätte sowie Pastoralkolleg der Evangelisch-Lutherischen Landeskirche Sachsens, von 1953 bis 1990 Hochschule für Landwirtschaft. | 09265667 |
|                                         | Wohn- und Geschäftshaus in geschlossener Bebauung und Ecklage (gestalterische Einheit mit Schulplatz 3/4 und Gerbergasse 2/3) | Gerbergasse 1 (Karte) | 1892 (Bauakte) | Städtebaulich und baugeschichtlich von Bedeutung, repräsentativer Gründerzeitbau im Stil des Neubarock | 09265286 |
|                                         | Zwei Wohn- und Geschäftshäuser (Doppelhauscharakter) in geschlossener Bebauung (gestalterische Einheit mit Gerbergasse 1) mit Seitenflügel zum Hof | Gerbergasse 2, 3 (Karte)                                                                                                  | 1891/1892 (Bauakte) | Städtebaulich und baugeschichtlich von Bedeutung, repräsentative Gründerzeitbauten im Stil des Neubarock | 09265282 |
|                                         | Wohn- und Geschäftshaus in geschlossener Bebauung und Ecklage | Gerbergasse 4 (Karte) | 1891 (Bauakte) | Städtebaulich und baugeschichtlich von Bedeutung, Gründerzeitbau mit prächtigem Erker, ortsbildprägend nahe der Elbbrücke | 09265283 |
|                                         | Wohn- und Geschäftshaus (Bankgebäude) in geschlossener Bebauung und Ecklage | Gerbergasse 5 (Karte) | Bezeichnet mit 1891 | Städtebaulich und baugeschichtlich von Bedeutung, repräsentativer Gründerzeitbau (Klinkerfassade mit zwei Erkern), ortsbildprägend nahe der Elbbrücke | 09265284 |
|                                         | Wohnhaus in Ecklage und Hinterhaus | Gerbergasse 6 (Karte) | Mitte 19. Jahrhundert, später Überformung | Städtebaulich von Bedeutung, ortsbildprägend nahe der Elbbrücke, mit Ladeneinbau | 09266331 |
|                                         | Wohnhaus in geschlossener Bebauung und Seitenflügel zum Hof | Gerbergasse 7 (Karte) | Mitte 19. Jahrhundert | Städtebaulich und baugeschichtlich von Bedeutung, mit Ladeneinbau | 09266330 |
|                                         | Wohnhaus (zwei Hausteile) in geschlossener Bebauung mit einem Seitenflügel zum Hof | Gerbergasse 8 (Karte) | 1880er Jahre | Städtebaulich und baugeschichtlich von Bedeutung, mit späteren Ladeneinbauten, im Seitenflügel zum Hof vermutlich ein eingebautes Renaissance-Sitznischenportal | 09265302 |
|                                         | Wohnhaus in geschlossener Bebauung mit Seitenflügel zum Hof und Hinterhaus | Gerbergasse 9 (Karte) | Um 1840 | Städtebaulich und baugeschichtlich von Bedeutung | 09265301 |
|                                         | Zwei Mietshäuser in geschlossener Bebauung und Seitenflügel zum Hof | Gerbergasse 10, 11 (Karte)                                                                                                | 1893 (Nummer 11, Mietshaus); 1896 (Nummer 10, Mietshaus) | Mit Läden, städtebaulich und baugeschichtlich von Bedeutung, Gründerzeitbauten (Klinkerfassade) | 09265299 |
|                                         | Wohnhaus in geschlossener Bebauung | Gerbergasse 12 (Karte) | 1. Hälfte 19. Jahrhundert, im Kern älter (um 1560) | Städtebaulich und baugeschichtlich von Bedeutung, im Kern ein Renaissancebau | 09265298 |
|                                         | Mietshaus in (ehemals) geschlossener Bebauung mit Seitenflügel zum Hof | Gerbergasse 13 (Karte) | Um 1905 | Städtebaulich von Bedeutung | 09265297 |
|                                         | Mietshaus in geschlossener Bebauung | Gerbergasse 16 (Karte) | Bezeichnet mit 1906 | Städtebaulich, künstlerisch und baugeschichtlich von Bedeutung, ein Bau im Stil der späten Neugotik mit Jugendstilelementen, mit Laden | 09265296 |
|                                         | Wohnhaus in geschlossener Bebauung mit Seitenflügel zum Hof | Gerbergasse 17 (Karte) | Um 1880 | Städtebaulich und baugeschichtlich von Bedeutung, ein früher Gründerzeitbau | 09265295 |
|                                         | Wohnhaus in geschlossener Bebauung mit Seitenflügel im Hof | Gerbergasse 18 (Karte) | 1879/1880 (Bauakte) | Städtebaulich und baugeschichtlich von Bedeutung, ein früher Gründerzeitbau | 09265294 |
|                                         | Wohnhaus (zwei Hausteile) mit eingeschossigem Ladenvorbau in Ecklage und kleiner Seitenflügel zum Hof | Gerbergasse 19 (Karte) | 1. Hälfte 19. Jahrhundert | Städtebaulich, stadtentwicklungsgeschichtlich und baugeschichtlich von Bedeutung, vorgründerzeitliche Gebäude mit späterem gründerzeitlichen Ladenanbau | 09265374 |
|                                         | Wohnhaus mit eingeschossigem Ladenvorbau in Ecklage | Gerbergasse 20 (Karte) | Bezeichnet mit 1869, Umbau 1883, Laden 1895 | Städtebaulich und baugeschichtlich von Bedeutung, früher Gründerzeitbau mit straßenbildprägendem Eckerker | 09265293 |
|                                         | Wohnhaus in geschlossener Bebauung und Seitenflügel zum Hof | Gerbergasse 21 (Karte) | Um 1870 | Städtebaulich und baugeschichtlich von Bedeutung, mit späterem Ladeneinbau | 09265292 |
|                                         | Mietshaus in geschlossener Bebauung und Seitenflügel zum Hof | Gerbergasse 22 (Karte) | 1892 laut Bauakte | Städtebaulich und baugeschichtlich von Bedeutung, ein Gründerzeitbau (Klinkerfassade), mit Ladeneinbau | 09265290 |
|                                         | Mietshaus in geschlossener Bebauung und Seitenflügel zum Hof | Gerbergasse 23 (Karte) | Um 1890 | Städtebaulich und baugeschichtlich von Bedeutung, ein Gründerzeitbau (Klinkerfassade), mit Laden | 09265289 |
|                                         | Mietshaus in geschlossener Bebauung und Seitenflügel zum Hof | Gerbergasse 24 (Karte) | Um 1890 | Mit Läden, städtebaulich und baugeschichtlich von Bedeutung, ein Gründerzeitbau (Klinkerfassade) | 09265288 |
|                                         | Wohnhaus in geschlossener Bebauung mit zwei Seitenflügeln im Hof und Hinterhaus (bildet mit Fleischergasse 10 ein Grundstück) | Görnische Gasse 1 (Karte)                                                                                                 | Bezeichnet mit 1585, spätere Überformung (bezeichnet mit 1817, Portal) | Städtebaulich, ortsbildprägend und baugeschichtlich von Bedeutung, ein Renaissancebau am Platz „Hundewinkel“. Das Eckgebäude, siehe Fleischergasse 10, ein Neubau mit Kopie des abgebrochenen Renaissance-Giebels. | 09265562 |
|                                         | Wohnhaus in geschlossener Bebauung mit Seitenflügel zum Hof und Hinterhaus | Görnische Gasse 2 (Karte)                                                                                                 | 2. Hälfte 17. Jahrhundert, spätere Überformungen (1927) | Städtebaulich und baugeschichtlich von Bedeutung, im Kern ein Spätrenaissancebau | 09265563 |
|                                         | Wohnhaus in geschlossener Bebauung mit Seitenflügel zum Hof und Hinterhaus | Görnische Gasse 3 (Karte)                                                                                                 | Ehemals bezeichnet mit 1842 (Gurlitt, 1917) | Städtebaulich von Bedeutung | 09265564 |
|                                         | Ehemals Miltitzer Hof, später Gast- und Brauhaus, Wohnhaus in geschlossener Bebauung mit mehreren Hinterhäusern, Wendelstein und Brunnen im Hof | Görnische Gasse 4 (Karte)                                                                                                 | Um 1580, spätere Umbauten (um 1800) | Städtebaulich, künstlerisch, kunsthistorisch und baugeschichtlich von Bedeutung, mächtiger Renaissancebau mit wertvoller Innenraumgestaltung | 09265566 |
|                                         | Wohnhaus in geschlossener Bebauung (in Art eines Doppelhauses) mit Seitenflügel im Hof | Görnische Gasse 5 (Karte)                                                                                                 | 18. Jahrhundert | Städtebaulich und baugeschichtlich von Bedeutung | 09265569 |
|                                         | Wohnhaus in geschlossener Bebauung | Görnische Gasse 6 (Karte)                                                                                                 | 2. Hälfte 19. Jahrhundert | Städtebaulich und baugeschichtlich von Bedeutung, frühgründerzeitliches Gebäude | 09265570 |
|                                         | Wohnhaus in geschlossener Bebauung | Görnische Gasse 7 (Karte)                                                                                                 | Um 1680, spätere Umbauten (Dachausbau 19. Jahrhundert) | Städtebaulich und baugeschichtlich von Bedeutung, im Kern ein Renaissancebau | 09265573 |
|                                         | Wohnhaus in geschlossener Bebauung | Görnische Gasse 8 (Karte)                                                                                                 | Frühes 19. Jahrhundert, im Kern älter | Baugeschichtlich und städtebaulich von Bedeutung | 09265574 |
|                                         | Wohnhaus in Ecklage | Görnische Gasse 9 (Karte)                                                                                                 | 1872 (Bauakte) | Städtebaulich, ortsgeschichtlich und baugeschichtlich von Bedeutung, stattlicher früher Gründerzeitbau | 09265575 |
|                                         | Wohnhaus in geschlossener Bebauung und in Ecklage, mit Seitenflügel zum Hof | Görnische Gasse 10 (Karte)                                                                                                | Bezeichnet mit 1805 | Städtebaulich und baugeschichtlich von Bedeutung, schlichter spätbarocker Bau | 09265582 |
|                                         | Wohnhaus in geschlossener Bebauung | Görnische Gasse 11 (Karte)                                                                                                | 1. Hälfte 19. Jahrhundert | Mit späterem Ladeneinbau, baugeschichtlich von Bedeutung | 09265583 |
|                                         | Mietshaus in geschlossener Bebauung und Steinbank im Hof | Görnische Gasse 18 (Karte)                                                                                                | 1901 (Bauakte) | Städtebaulich und baugeschichtlich von Bedeutung, später Gründerzeitbau mit Ladeneinbau | 09265589 |
|                                         | Wohnhaus in halboffener Bebauung | Görnische Gasse 19 (Karte)                                                                                                | Prägender Fassadenumbau 1919 (im Kern älter) | Städtebaulich und baugeschichtlich von Bedeutung, Fassade im Reformstil nach 1900 mit Holzerker an der Giebelseite | 09265590 |
|                                         | Wohnhaus in halboffener Bebauung in Ecklage | Görnische Gasse 20 (Karte)                                                                                                | Bezeichnet mit 1805 | Städtebaulich und baugeschichtlich von Bedeutung; mit Gedenktafel für Friedrich Wilhelm Curt Meinecke zum 75. Geburtstag | 09265591 |
|                                         | Mietshaus in halboffener Bebauung und Ecklage | Görnische Gasse 22 (Karte)                                                                                                | Kurz nach 1895 | Städtebaulich und baugeschichtlich von Bedeutung, mit Laden, ein straßenbildprägender Gründerzeitbau mit Klinkerfassade | 09265592 |
|                                         | Wohnhaus mit Weinkellerei (am Eingang Bauplastiken), Nebengebäude und Stützmauer zur Straße | Görnische Gasse 23 (Karte)                                                                                                | 1872 (Bauakte) | Städtebaulich und baugeschichtlich von Bedeutung, früher Gründerzeitbau mit neugotischen Anklängen | 09265587 |
|                                         | Wohnhaus in halboffener Bebauung (mit Treppenaufgang an der Straße) | Görnische Gasse 24 (Karte)                                                                                                | Bezeichnet mit 1825 | Städtebaulich, sozial- und baugeschichtlich von Bedeutung, ein Fachwerkbau | 09265586 |
|                                         | Fassade eines Wohnhauses in offener Bebauung | Görnische Gasse 25 (Karte)                                                                                                | 2. Hälfte 19. Jahrhundert | Städtebaulich und baugeschichtlich von Bedeutung, Gründerzeitfassade mit Ladenfront | 09265585 |
|                                         | Wohnhaus ehemals in geschlossener Bebauung | Görnische Gasse 27 (Karte)                                                                                                | Prägender Umbau von 1885 (Aufstockung, Fassade) | Städtebaulich und baugeschichtlich von Bedeutung | 09265584 |
|                                         | Mietshaus in geschlossener Bebauung | Görnische Gasse 28 (Karte)                                                                                                | Um 1890 | Städtebaulich und baugeschichtlich von Bedeutung, ein Gründerzeithaus (Klinkerfassade), mit Laden | 09265581 |
|                                         | Wohnhaus in geschlossener Bebauung | Görnische Gasse 29 (Karte)                                                                                                | 1. Hälfte 19. Jahrhundert | Städtebaulich von Bedeutung | 09265580 |
|                                         | Wohnhaus in geschlossener Bebauung und Seitenflügel zum Hof | Görnische Gasse 32 (Karte)                                                                                                | 1873/74, im Kern älter | Städtebaulich, künstlerisch und baugeschichtlich von Bedeutung, seltener frühneugotischer Bau, mit Ladeneinbau, straßenbildprägender Erker | 09265577 |
|                                         | Wohnhaus in geschlossener Bebauung | Görnische Gasse 33 (Karte)                                                                                                | Ehemals bezeichnet mit 1800 (Gurlitt, 1917) | Städtebaulich und baugeschichtlich von Bedeutung, ehemalige Alte Post | 09265576 |
|                                         | Wohnhaus in halboffener Bebauung (schmaler Bauwich zu Nr. 35) | Görnische Gasse 34 (Karte)                                                                                                | Um 1850 | Städtebaulich und baugeschichtlich von Bedeutung | 09265572 |
|                                         | Wohnhaus ehemals in halboffener Bebauung (schmaler Bauwich zu Nr. 34) und Hinterhäusern | Görnische Gasse 35 (Karte)                                                                                                | Im Kern 17. Jahrhundert, um 1850 überformt, 1886 (Bauakte) | Mit späterem Ladeneinbau, baugeschichtlich von Bedeutung | 09265571 |
|                                         | Wohnhaus in Ecklage (ehemals mit Seitenflügel zur Schlossergasse) | Görnische Gasse 37 (Karte)                                                                                                | 1575 Dendro | Städtebaulich und baugeschichtlich von Bedeutung, ein Renaissancebau | 09265568 |
|                                         | Wohnhaus in geschlossener Bebauung | Görnische Gasse 38 (Karte)                                                                                                | Bezeichnet mit 1789, Kern älter | Städtebaulich und baugeschichtlich von Bedeutung | 09265567 |
|                                         | Wohnhaus in geschlossener Bebauung | Görnische Gasse 39 (Karte)                                                                                                | Bezeichnet mit 1598 (ursprünglich 1798) | Städtebaulich, künstlerisch und baugeschichtlich von Bedeutung, ein Renaissancebau mit Sitznischenportal | 09265565 |
|                                         | Wohnhaus über L-förmigem Grundriss in geschlossener Bebauung (heute mit Gaststätte) | Görnische Gasse 40 (Karte)                                                                                                | Bezeichnet mit 1603 | Städtebaulich, künstlerisch und baugeschichtlich von Bedeutung, ein platzbildprägender Renaissancebau mit Sitznischenportal am Görnischen Platz („Hundewinkel“) | 09265561 |
|                                         | Wohnhaus in geschlossener Bebauung mit Seitenflügel im Hof | Görnische Gasse 42 (Karte)                                                                                                | Um 1550 Dendro (Wohnhaus); 16. Jahrhundert (Relief) | Städtebaulich und baugeschichtlich von Bedeutung, platzbildprägend am Platz „Hundewinkel“, am Treppenpfeiler im Obergeschoss Abendmahlrelief aus der Mitte des 16. Jahrhunderts | 09265559 |
| Weitere Bilder                          | Heinrichsbrunnen: Brunnen mit dem Standbild Heinrichs I. | Heinrichsplatz (Karte) | 1863 | Künstlerisch und ortsgeschichtlich von Bedeutung; Denkmal von König Heinrich I., der als Gründer der Burg „Misni“ (um 929) diese als Modell in der linken Hand hält, von Robert Henze erschaffen | 09266307 |
|                                         | Wohnhaus in geschlossener Bebauung und Ecklage und Seitenflügel zum Barfüßergäßchen, ehemals Postgebäude | Heinrichsplatz 1 (Karte)                                                                                                  | 2. Hälfte 18. Jahrhundert, im Kern älter (ehemals bezeichnet mit 1540) | Städtebaulich, hausgeschichtlich und baugeschichtlich von Bedeutung, eine platzbildprägende Gründerzeitfassade mit älterem Kern, mit Ladeneinbauten, ortsgeschichtlich von Bedeutung als Posthalterei (bis 1825), der Seitenflügel zum Barfüßergäßchen mit Bohlenbinderdach | 09269081 |
|                                         | Wohnhaus in geschlossener Bebauung | Heinrichsplatz 2 (Karte)                                                                                                  | 19. Jahrhundert (Ladenfront 1930) | Mit Ladeneinbau, hausgeschichtlich und baugeschichtlich von Bedeutung, die Hoffassade bildet die alte gotische Chorwand der benachbarten Franziskanerkirche | 09269082 |
| Weitere Bilder                          | Ehemalige Franziskanerkirche mit Kreuzgang (mit Grabmalen), seit 1903 Stadtmuseum | Heinrichsplatz 3 (Karte)                                                                                                  | 1447–1457 | Geschichtlich, künstlerisch, wissenschaftlich, städtebaulich, baugeschichtlich und ortsbildprägend von Bedeutung, eine spätgotische Hallenkirche. Inzwischen entkernte Kirche des ehemaligen Franziskanerklosters St. Peter und Paul (um 1260–1855), im Stil der Gotik mit Steildach erbaut, Kreuzgang durch örtlichen Geschichtsverein im 19. Jahrhundert rekonstruiert, Kirche seit 1901 mit stählernen Einbauten vom Stadtmuseum genutzt. | 09265701 |
| Weitere Bilder                          | Wohnhaus in geschlossener Bebauung, mit Resten eines Kreuzganges des benachbarten ehemaligen Klosters, am Schulplatz gelegen, zum Stadtmuseum gehörend | Heinrichsplatz 3 (Karte)                                                                                                  | 1858 | Städtebaulich und baugeschichtlich von Bedeutung, ein Bau im Stil der frühen Neugotik (mit Integration des mittelalterlichen Kreuzgangs des benachbarten ehemaligen Franziskaner-Klosters), Architekt: Oskar Mothes, platzbildprägender Treppenturm am Schulplatz | 09265838 |
|                                         | Wohn- und Geschäftshaus in geschlossener Bebauung mit Seitenflügel im Hof und seitlichem Verkaufspavillon zum Kleinmarkt | Heinrichsplatz 5 (Karte)                                                                                                  | Bezeichnet mit 1880 (Wohn- und Geschäftshaus); um 1905 (Verkaufspavillon)                                                                                                 | Künstlerisch, städtebaulich und baugeschichtlich von Bedeutung, ein repräsentatives platzbildprägendes Gründerzeithaus im Stil der deutschen Neurenaissance (Giebel ehemals mit Voluten) | 09269084 |
|                                         | Hotel Goldener Löwe mit Toreinfahrt zum Hof (das Tor am Kleinmarkt gelegen) sowie ehemaliges Speichergebäude am Löwengäßchen (siehe Löwengäßchen) | Heinrichsplatz 6 (Karte)                                                                                                  | 1865 (Bauakte) | Hausgeschichtlich, städtebaulich und baugeschichtlich von Bedeutung, platzbildprägendes Bauwerk | 09266295 |
|                                         | Wohn- und Geschäftshaus in geschlossener Bebauung und Ecklage | Heinrichsplatz 7 (Karte)                                                                                                  | Bezeichnet mit 1900 | Künstlerisch, städtebaulich und baugeschichtlich von Bedeutung, ein stattlicher platzbildprägender Bau im Stil der deutschen Neurenaissance, Giebel und Erker vom Vorgängerbau der Renaissance-Zeit | 09265483 |
|                                         | Cafe Zieger: Wohnhaus in ehemals geschlossener Bebauung und Ecklage, und Verbindungsmauer zu Hohlweg 2 (ehemals ein Seitenflügel mit Satteldach) | Hohlweg 1 (Karte) | Bezeichnet mit 1826 | Mit Ladeneinbau, städtebaulich und baugeschichtlich von Bedeutung, ortsbildprägend als Auftakt zu verschiedenen Aufgängen zum Burgberg; seit 1844 mit Konditorei und Café Zieger (Spezialität: Meißner Fummel) | 09269120 |
|                                         | Wohnhaus (Nr. 2) mit seitlichem Nebengebäude (Nr. 2a) in (ehemals) halboffener Bebauung sowie Hintergebäude und zwei Seitenflügel um einen kleinen Hof | Hohlweg 2, 2a (Karte) | Im Innern bezeichnet mit 1582, spätere Überformung | Städtebaulich und baugeschichtlich von Bedeutung, im Kern ein Renaissance-Bau | 09269121 |
|                                         | Wohnhaus in offener Bebauung, aber an die Schlossbrücke anlehnend | Hohlweg 3 (Karte) | Um 1800 | Städtebaulich und baugeschichtlich von Bedeutung, ortsbildprägende Lage direkt an der Schlossbrücke, für die Altstadt ungewöhnlich großer, fünfgeschossiger Bau | 09269122 |
|                                         | Wohnhaus mit rückwärtigem Seitenflügel und Stützmauer im Hof, in geschlossener Bebauung | Hohlweg 4 (Karte) | 1. Hälfte 19. Jahrhundert, im Kern älter, späterer Umbau in | Mit Ladeneinbau, Anwesen städtebaulich und baugeschichtlich von Bedeutung | 09269123 |
|                                         | Wohnhaus in geschlossener Bebauung mit Seitenflügel im Hof | Hohlweg 5 (Karte) | 18. Jahrhundert, Aufstockung 1887 | Städtebaulich und baugeschichtlich von Bedeutung | 09269124 |
|                                         | Wohnhaus in geschlossener Bebauung | Hohlweg 6 (Karte) | Um 1470 | Städtebaulich, künstlerisch, baugeschichtlich, wissenschaftlich und hausgeschichtlich von Bedeutung, bedeutender Bau der Spätgotik, reichprofilierte Fenstergewände, im Innern barocke Stuckdecke | 09265480 |
|                                         | Wohnhaus in geschlossener Bebauung und Steinbank neben dem Laden (sogenannte Bäckerbank) sowie Seitenflügel im Hof | Hohlweg 7 (Karte) | Nachträglich bezeichnet mit 1536, spätere Umbauten | Städtebaulich und baugeschichtlich von Bedeutung, im Kern ein Renaissance-Bau, mit späterem Ladeneinbau, ortsbildprägend als Auftakt zum Burgberg-Aufgang | 09269125 |

## Tabellenlegende
- Bild: Bild des Kulturdenkmals, ggf. zusätzlich mit einem Link zu weiteren Fotos des Kulturdenkmals im Medienarchiv Wikimedia Commons. Wenn man auf das Kamerasymbol klickt, können Fotos zu Kulturdenkmalen aus dieser Liste hochgeladen werden:
- Bezeichnung: Denkmalgeschützte Objekte und ggf. Bauwerksname des Kulturdenkmals
- Lage: Straßenname und Hausnummer oder Flurstücknummer des Kulturdenkmals. Die Grundsortierung der Liste erfolgt nach dieser Adresse. Der Link (Karte) führt zu verschiedenen Kartendiensten mit der Position des Kulturdenkmals. Fehlt dieser Link, wurden die Koordinaten noch nicht eingetragen. Sind diese bekannt, können sie über ein Tool mit einer Kartenansicht einfach nachgetragen werden. In dieser Kartenansicht sind Kulturdenkmale ohne Koordinaten mit einem roten bzw. orangen Marker dargestellt und können durch Verschieben auf die richtige Position in der Karte mit Koordinaten versehen werden. Kulturdenkmale ohne Bild sind an einem blauen bzw. roten Marker erkennbar.
- Datierung: Baubeginn, Fertigstellung, Datum der Erstnennung oder grobe zeitliche Einordnung entsprechend des Eintrags in der sächsischen Denkmaldatenbank
- Beschreibung: Kurzcharakteristik des Kulturdenkmals entsprechend des Eintrags in der sächsischen Denkmaldatenbank, ggf. ergänzt durch die dort nur selten veröffentlichten Erfassungstexte oder zusätzliche Informationen
- ID: Vom Landesamt für Denkmalpflege Sachsen vergebene, das Kulturdenkmal eindeutig identifizierende Objekt-Nummer. Der Link führt zum PDF-Denkmaldokument des Landesamtes für Denkmalpflege Sachsen. Bei ehemaligen Kulturdenkmalen können die Objektnummern unbekannt sein und deshalb fehlen bzw. die Links von aus der Datenbank entfernten Objektnummern ins Leere führen. Ein ggf. vorhandenes Icon  führt zu den Angaben des Kulturdenkmals bei Wikidata.